# Лейк Плесід: Озеро страху
«Лейк Плесід: Озеро страху» (англ. Lake Placid) — американський фільм жахів 1999 року.

## Сюжет
На темному дні озера Лейк-Плесід, в передчутті наступної жертви, зачаїлося гігантське чудовисько. Нещасного, що порушив невидиму межу, очікує неминуча смерть. На місці події знаходять єдиний доказ — величезний зуб, що належить якійсь доісторичній тварині. Шериф з помічниками, фахівець з крокодилів Джек Веллс і дівчина з музею Келлі Скотт вирушають до озера на пошуки страховиська.

## У ролях
- Білл Пуллман — Джек Веллс
- Бріджит Фонда — Келлі Скотт
- Олівер Платт — Гектор Кір
- Брендан Глісон — шериф Генк Кео
- Бетті Вайт — місіс Долорес Бікерман
- Девід Льюїс — Волт Лоусон
- Тім Діксон — Стівен Деніелс
- Натассія Мальті — Джанін
- Маріска Гарґітай — Майра Окубо
- Мередіт Селенджер — заступник Шарон Джейр
- Джед Різ — заступник Берк
- Річард Лікок — заступник Стівенс
- Джейк Т. Робертс — офіцер Коулсон
- Воррен Такеучі — фельдшер
- Ті Олссон — патрульний

в титрах не вказані
- Адам Аркін — Кевін
- Стів Майнер — пілот